# Ephippiochthonius hiberus
Espèce
Synonymes
- Chthonius hiberus Beier, 1930

Ephippiochthonius hiberus est une espèce de pseudoscorpions de la famille des Chthoniidae.

## Distribution
Cette espèce est endémique de Castille-La Manche en Espagne,. Elle se rencontre dans la grotte Sima de la Raya à Tamajón.

## Description
La femelle holotype mesure 2,2 mm.
La femelle décrite par Zaragoza en 2017 mesure 2,20 mm.

## Publication originale
- Beier, 1930 : Neue Höhlen-Pseudoscorpione der Gattung Chthonius. Eos, Madrid, vol. 6, p. 323-327 (texte intégral).